# امیلی براونینگ
امیلی جین براونینگ (به انگلیسی: Emily Jane Browning) (زادهٔ ۷ دسامبر ۱۹۸۸) بازیگر، خواننده و مدل اهل استرالیا است. او در سال ۲۰۰۵ موفق به کسب جایزه بین‌المللی AFI، برای بهترین بازیگر نقش مکمل زن در فیلم سرگذشت ناگوار، داستان‌های لمونی اسنیکت شد.

## فیلم‌شناسی
| سال  | عنوان                                 | نقش               | یادداشت‌ها                 |
| ---- | ------------------------------------- | ----------------- | ------------------------- |
| ۲۰۰۱ | مردی که از خدا شکایت کرد              | ربکا مایرز        |                           |
| ۲۰۰۲ | کشتی ارواح                            | کیتی هاروود       |                           |
| ۲۰۰۳ | تاریکی سقوط می‌کند                     | کیتلین گرین جوان  |                           |
| ۲۰۰۳ | ند کلی                                | گریس کلی          |                           |
| ۲۰۰۴ | سرگذشت ناگوار، داستان‌های لمونی اسنیکت | ویولت بودلر       |                           |
| ۲۰۰۵ | جامانده                               | پنی               |                           |
| ۲۰۰۹ | ناخوانده                              | آنا ایورز         |                           |
| ۲۰۱۱ | مشت ناگهانی                           | بیبی‌دال           |                           |
| ۲۰۱۱ | زیبای خفته                            | لوسی              |                           |
| ۲۰۱۲ | آسفالت                                |                   |                           |
| ۲۰۱۳ | مجیک مجیک                             | سارا              |                           |
| ۲۰۱۳ | میزبان                                | پت/واندرر         | کامئو (ذکرنشده در تیتراژ) |
| ۲۰۱۴ | تابستان در فوریه                      | فلورانس کارتر وود |                           |
| ۲۰۱۴ | مجلل                                  | هیلی              |                           |
| ۲۰۱۴ | خدا به دختره کمک کند                  | ایو               |                           |
| ۲۰۱۴ | پمپئی                                 | کاسیا             |                           |
| ۲۰۱۵ | افسانه                                | فرانسیس شیا       |                           |
| ۲۰۱۵ | سوئیت شانگری-لا                       | کارن برد          |                           |
| ۲۰۱۶ | آسفالت ۴                              |                   |                           |
| ۲۰۱۷ | خروجی‌های طلایی                        | نائومی            |                           |
| ۲۰۱۸ | آسفالت ۶: آدرنالین                    |                   |                           |
| ۲۰۲۲ | مونیکا                                | لورا              |                           |